# Annona lutescens
Annona lutescens es una especie botánica de planta con flor en la familia de las Annonaceae. 
Está considerada un sinónimo de Annona reticulata

## Hábitat
Es nativo de América: Honduras, Guatemala (Jutiapa) y República Dominicana.

## Descripción
Es un árbol pequeño, caducifolio, conocido como anona amarilla, fructifica en abril y mayo, sus frutos son comestibles, y es usado como cerca vivas. Habita en la selva baja caducifolia.